# Шахдаг (футбольный клуб, Губа)
Футбольный клуб «Шахдаг» (азерб. Şahdağ Quba) — азербайджанский футбольный клуб. Был основан в 1961 году. В соревнованиях представлял в чемпионате северный регион Азербайджана, город Куба́.
В сезоне 2021/22 — среди участников региональной лиги.

## Из истории клуба
- Клуб был создан в 1961 году под названием «Спартак».
- В 1990 году был переименован в «Шахдаг».
- Через год, в 1991 году название клуба было изменено в третий раз. Теперь он стал называться «Агрофирма».
- В 1999 году команде возвращается бывшее название «Шахдаг».
- В 2007 году клуб получил своё первоначальное название — «Спартак».

В 1990 и 1991 годах команда участвовала во второй низшей лиге первенства СССР. В сезоне 2000/01 играла в высшей лиге чемпионата Азербайджана и снялась после первого круга.
Участник ряда сезонов Первого дивизиона чемпионата Азербайджана (победитель в сезоне 1999/2000).
Победитель чемпионата Азербайджанской ССР 1961 года.